# Душко Ајдер
Душан Душко Ајдер (Београд, 6. децембар 1958) је бивши српски професионални фудбалер који је играо као централни дефанзивац.
Рођен је у Београду. Ајдер је играо за београдске фудбалске клубове Црвену звезду и Рад у првенству Југославије. Након тога одлази у иностранство, прво у Турску да игра за Анкарагуџу, па у Португалију да игра за Леку.